# Come da 2 lunedì
Come da 2 Lunedì è il terzo album in studio del cantautore italiano Davide De Marinis, pubblicato nel 2006 su etichetta F.M.A. Edizioni Musicali E Discografiche S.r.l. anticipato dal singolo Faccio fatica uscito nel 2004.

## Tracce
1. È stato un attimo
2. Tutto passa
3. L'ipotesi
4. Fammi entrare
5. Lasciati andare
6. La felicità
7. Faccio fatica
8. Le scarpe da corsa
9. Rimediami un abbraccio
10. Le finestre
11. Che sei
12. Non ci credo più
13. Gioia e pianto